# آروبیس
آروبیس (انگلیسی: Aurubis) شرکت فلزات و معادن آلمانی است، که در زمینه استخراج معادن و تولید فلزات گرانبها فعالیت می‌نماید و بعنوان دومین تولیدکننده مس در جهان شناخته می‌شود.
شرکت آروبیس در سال ۲۰۰۸ پس از خریداری شرکت بلژیکی کامریو توسط شرکت نورداتچ افیری، سپس ادغام دو شرکت، تأسیس شد. دفتر مرکزی این شرکت در شهر هامبورگ قرار دارد و بخشی از سهام آن در بازار بورس فرانکفورت معامله می‌شود.